# Bennetteiland
Bennetteiland (Russisch: Остров Беннетта; Ostrov Bennetta) is een van de De Longeilanden, die een onderdeel zijn van de Nieuw-Siberische Eilanden. Het eiland is gelegen in het noordelijke deel van de Oost-Siberische Zee. Bennetteiland heeft een oppervlakte van 150 km². Het hoogste punt is 420 meter.
Bennetteiland werd in 1881 ontdekt door de Amerikaanse poolonderzoeker George Washington De Long, die het eiland vernoemde naar Gordon Bennett Jr., de financier van zijn expeditie.
In 1902 werd het bezocht door vier leden van de Russische poolexpeditie van 1900-1902, die daarvan niet terugkeerden maar spoorloos verdwenen. Ook de Russische reddingsexpeditie van 1903 bereikte het eiland. 

Sannikovland (spookeiland)